# بيبا
بيبا (بالبرتغالية: Pedro Miguel Marques da Costa Filipe‏) هو لاعب كرة قدم ومدرب كرة قدم برتغالي في مركز الهجوم، ولد في 14 ديسمبر 1980 في تورس نواس في البرتغال. شارك مع منتخب البرتغال تحت 16 سنة لكرة القدم ومنتخب البرتغال تحت 17 سنة لكرة القدم ومنتخب البرتغال تحت 18 سنة لكرة القدم. أما مع النوادي، فقد لعب مع ليرس ونادي أولهانينسي ونادي باسوج دي فيريرا ونادي بنفيكا ونادي فارزيم ونادي فييرينسي.

## وصلات خارجية
- بيبا على موقع قاعدة بيانات كرة القدم.إي يو (الإنجليزية)